# Mista M
Mista M (* 12. Dezember 1991 in Lilienfeld; bürgerlich Martin Berger) ist ein österreichischer Rapper und Sänger, der bei Trak Music KG unter Vertrag steht.

## Geschichte
Mista M rappt seit seinem 13. Lebensjahr, wobei sein Fokus auf Battle-Rap lag. Des Weiteren konnte er diverse Freestylebattles (Invitational, Dreistil – Wien) für sich entscheiden. Im Laufe der Zeit verschob sich sein Fokus auf Songwriting und Produktion.
Mit 22 Jahren wurde er von Trak Music KG unter Vertrag genommen und wenig später erschien seine erste Single One Way Ticket, welche unter anderem auf Rotation bei dem Radiosender Ö3 und auch bei deutschen Radiosendern lief. One Way Ticket war insgesamt 11 Wochen in den Austria Top 40 und erreichte die Spitzenposition auf Rang 12.
Am 8. Jänner 2016 erschien Mista Ms zweite Single Feuer, welche sich 9 Wochen in den österreichischen Charts behaupten konnte.

## Stil
Mista Ms musikalischer Stil vereint Rap mit größtenteils im Refrain vorkommenden Gesang. Er bedient sich einer oft bildlichen Sprache mit häufigen mehrsilbigen Reimen, Vergleichen, Metaphern und singt/rappt auf Hochdeutsch.

## Diskografie
Singles
- 2015: One Way Ticket
- 2016: Feuer